# Zoran Dernovšek
Zoran Dernovšek - "Raketka", slovenski častnik, menedžer, veteran vojne za Slovenijo, * 27. julij 1959, Ljubljana.

## Življenjepis
Zoran Dernovšek se je rodil 27. julija 1959 v Ljubljani. Oče Jože Dernovšek je bil učitelj in politik, v času 2. svetovne vojne večkrat zaprt v italijanskih zaporih, mama je upokojena komercialistka, ki izhaja iz stare primorske družine.
Leta 1974 je zaključil šolanje v Osnovni šoli Toneta Tomšiča in se vpisal na Srednjo elektrotehnično šolo Ljubljana, ki jo je končal leta 1978. Do leta 1989 bil dejaven v okviru ZSMS mesta Ljubljane.
Po srednji šoli se je vpisal na študij na Fakulteti za elektrotehniko v Ljubljani, a ga je zaradi očetove bolezni predčasno prekinil in se zaposlil v podjetju Iskra Avtomatika, kjer se je izkazal tudi kot inovator. V letu 1980/81 je služil vojaški rok v Zemunu (Beograd), kjer se je izšolal za protiletalca.
Kasneje je delal še v Metalki, Iskra servisu, Srednji šoli Šentvid ter v podjetju Unis TOS. Pri slednjem je Dernovšek med drugim izdelal tudi program prvega industrijskega robota v Jugoslaviji.
Leta 1991 je bil vključen v osamosvajanje Slovenije kot pripadnik Teritorialne obrambe v protiletalski obrambi Iga. Do konca vojne se je dejavno vključil v obrambo Ljubljane, ki so jo nadzorovali z Ljubljanskega gradu. Pred slovensko osamosvojitveno vojno je delal kot zunanji sodelavec za časopis Slovenske novice. Delo v Teritorialni obrambi je pričel konec leta 1991 kot inštruktor, konec leta 1993 pa je bil po uspešno zaključenem šolanju povišan v častnika. Pisal je strokovne članke za revijo Obramba. Je sourednik novega Vojaškega slovarja (2002). Leta 1998 je končal šolanje za častnike v štabih mirovnih operacij v tujini v programu NATO + Partnerstvo za mir.
Poročen je z ženo Nino, s katero imata tri hčerke.
Ukvarja se tudi s svetovanjem in pomočjo ljudjem v gmotnih stiskah, predava na seminarjih, konferencah, sodeluje v projektu Podjetniško eUčenja (projekt Phare Vseživljenjsko učenje). Od leta 2001 deluje v družinskem podjetju Komunike kot finančni, poslovni in IT svetovalec, mediator in menedžer. Je tudi ustanovitelj in predsednik Združenja finančnih in poslovnih svetovalcev – FIPOS.
Dernovšek je v letu 2006 vložil kandidaturo za ljubljanskega župana. Zbral je 357 glasov ali 0,27 %.
Na državnozborskih volitvah leta 2011 je kandidiral na listi SMS Zeleni.

## Vojaška kariera
- povišan v podporočnika (23. julij 1993)
- šolanje, Šola za častnike Slovenske vojske (ŠČ)
- inštruktor, 510. UC TO Šentvid (1991)

## Odlikovanja in priznanja
- častni znak svobode Republike Slovenije (1992)
- medalja za hrabrost (26. december 1991)
- zlati protiletalski znak
- spominski znak Obranili domovino 1991